# Murton (York)
Murton – wieś i civil parish w Anglii, w hrabstwie ceremonialnym North Yorkshire, w dystrykcie (unitary authority) York. Leży 5 km na wschód od miasta York i 280 km na północ od Londynu. W 2011 roku civil parish liczyła 668 mieszkańców.